# Nuneaton y Bedworth
Nuneaton y Bedworth es un distrito no metropolitano con el estatus de municipio, situado en el norte del condado de Warwickshire (Inglaterra). Incluye las villas de Nuneaton y Bedworth, la aldea de Bulkington y un cinturón verde entremedias. Tiene una población total de 120.000 habitantes.
Linda al sur con Rugby y al oeste con North Warwickshire, ambos en Warwickshire, al norte con Leicestershire y al sur con Midlands Occidentales.
- Datos: Q920466
- Multimedia: Borough of Nuneaton and Bedworth / Q920466